# Patrick Volkerding
Patrick Volkerding (født 1966) er skaber og udvikler på Slackware Linux-distributionen. Slackware brugere (Slackers) betegner ham ofte som The Man, af respekt for ham. Han er Slackware Benevolent Dictator for Life.
Et kort stykkke tid, Chris Lumens og andre hjalp ham med hans arbejde på Slackware, men de sidste par år har han arbejdet alene igen.
I 1993 modtog Patrick Volkerding en BSc i Datalogi fra Minnesota State University Moorhead.